# A latin császárok házastársainak listája

A Latin Császárság címere

A latin császárok házastársainak a listáját tartalmazza az alábbi táblázat 1204-től 1261-ig, 1261-től címzetes császárnék 1383-ig.

## Flandriai-ház, 1204–1216
| Képe | Címere | Neve                        | Apja                                                      | Születése | Házassága        | Császári hitvessé válása (koronázása) | Császári hitvesi státus vége  | Halála             | Házastársa |
| ---- | ------ | --------------------------- | --------------------------------------------------------- | --------- | ---------------- | ------------------------------------- | ----------------------------- | ------------------ | ---------- |
| –    |        | Champagne-i Mária császárné | I. Henrik champagne-i gróf (Blois-ház)                    | 1174      | 1186. január 6.  | 1204. május 9.                        | 1204. augusztus 9.            | 1204. augusztus 9. | I. Baldvin |
| –    |        | Montferrati Ágnes császárné | Montferrati Bonifác, Thesszaloniki királya (Aleramid-ház) | 1187      | 1207. február 4. | 1207. február 4.                      | 1208                          | 1208               | Henrik     |
| –    |        | Aszen Mária császárné       | Kaloján bolgár cár (Aszen-dinasztia)                      | ?         | 1213             | 1213                                  | 1216. július 11. férje halála | 1216 után          | Henrik     |
| Képe | Címere | Neve                        | Apja                                                      | Születése | Házassága        | Császári hitvessé válása (koronázása) | Császári hitvesi státus vége  | Halála             | Házastársa |

## Courtenay-ház, Capeting-dinasztia, 1216–1307
| Képe | Címere | Neve                                       | Apja                                               | Születése         | Házassága                            | Császári hitvessé válása (koronázása)                                                                     | Császári hitvesi státus vége                                              | Halála                  | Házastársa           |
| ---- | ------ | ------------------------------------------ | -------------------------------------------------- | ----------------- | ------------------------------------ | --- | ------------------------------------------------------------------------- | ----------------------- | -------------------- |
| –    |        | Flandriai Jolán császárné                  | V. Balduin hainaut-i gróf (Flandriai-ház)          | 1175              | 1193. július 1.                      | 1216 férje megválasztása 1217. április 9., Róma kettejük koronázása                                       | 1219. június után férje halála                                            | 1219. augusztus 24./26. | Péter                |
| –    |        | Neufville-i N. császárné                   | Neufville-i Balduin artois-i lovag (Neufville-ház) |                   | 1227                                 | 1227 | 1228. január                                                              | 1228. január            | Róbert               |
| –    |        | Branaina N. régensné                       | Theodórosz Branasz (Branasz-ház)                   | 1205 körül        | 1228 körül/előtt                     | 1228 férje régenssé választása 1238 másodszor                                                             | 1231 férje lemondása 1239 férje újbóli lemondása                          | 1239                    | Narjot de Toucy      |
| –    |        | Kasztíliai Berengária császárné            | IX. Alfonz leóni király (Burgundiai-ház)           | 1204              | 1224                                 | 1229 férje társcsászárrá választása a távollétében 1231 férje társcsászárrá koronázása Konstantinápolyban | 1237. március 27. férje halála                                            | 1237. április 12.       | I. (Brienne-i) János |
|      |        | Laszkarina Eudokia régensné                | I. Theodórosz nikaiai császár (Laszkarisz-ház)     | 1210 körül        | 1230 után                            | 1237 férje régenssé választása                                                                            | 1238 férje lemondása                                                      | 1247 után               | Anseau de Cayeaux    |
|      |        | Brienne-i Mária császárné                  | I. János latin császár (Brienne-ház)               | 1225. április     | 1229/34 eljegyzés 1237. április után | 1229/34 eljegyzés 1237. április után                                                                      | 1261. július 25. Konstantinápoly eleste, a császári cím formálissá válása | 1275. május 5. után     | II. Balduin          |
| –    |        | Anjou Beatrix címzetes császárné           | I. Károly szicíliai király (Anjou-ház)             | 1252 körül        | 1273. október 15.                    | 1273. október 15.                                                                                         | 1275                                                                      | 1275                    | I. Fülöp             |
|      |        | Valois Károly címzetes iure uxoris császár | III. Fülöp francia király (Capeting-ház)           | 1270. március 12. | 1301. február 28.                    | 1301. február 28.                                                                                         | 1307. október 11.                                                         | 1325. december 26.      | I. Katalin           |
| Képe | Címere | Neve                                       | Apja                                               | Születése         | Házassága                            | Császári hitvessé válása (koronázása)                                                                     | Császári hitvesi státus vége                                              | Halála                  | Házastársa           |

## Valois-ház, Capeting-dinasztia, 1307–1346
| Képe | Címere | Neve                                        | Apja                                                          | Születése          | Házassága                                                                                      | Császári hitvessé válása (koronázása)                                                          | Császári hitvesi státus vége                                                                            | Halála                                                                                                  | Házastársa  |
| ---- | ------ | ------------------------------------------- | ------------------------------------------------------------- | ------------------ | ---------------------------------------------------------------------------------------------- | ---------------------------------------------------------------------------------------------- | --- | --- | ----------- |
| –    |        | Châtillon Matild címzetes császárné         | IV. Guy de Saint-Pol (Châtillon-ház)                          | 1293               | 1308. július                                                                                   | 1308. július                                                                                   | 1325. december 16. férje halála                                                                         | 1358. október 3.                                                                                        | I. Károly   |
|      |        | Tarantói Fülöp címzetes iure uxoris császár | II. Károly nápolyi király ((Második) Anjou-ház, Capeting-ház) | 1278. november 10. | 1313. július 30. Fontainebleau eljegyzés Fülöp iure uxois császári címet kap felesége mellett. | 1313. július 30. Fontainebleau eljegyzés Fülöp iure uxois császári címet kap felesége mellett. | 1332. december 26. Katalin férje halála után továbbra is viseli a címzetes császárnői címet a haláláig. | 1332. december 26. Katalin férje halála után továbbra is viseli a címzetes császárnői címet a haláláig. | II. Katalin |
| Képe | Címere | Neve                                        | Apja                                                          | Születése          | Házassága                                                                                      | Császári hitvessé válása (koronázása)                                                          | Császári hitvesi státus vége                                                                            | Halála                                                                                                  | Házastársa  |

## (Harmadik) Anjou-ház, Capeting-dinasztia, 1346–1383
| Képe | Címere | Neve                                            | Apja                                       | Születése                                       | Házassága                                                                                      | Császári hitvessé válása (koronázása)                                                          | Császári hitvesi státus vége                                                                            | Halála                  | Házastársa            |
| ---- | ------ | ----------------------------------------------- | ------------------------------------------ | ----------------------------------------------- | ---------------------------------------------------------------------------------------------- | ---------------------------------------------------------------------------------------------- | --- | ----------------------- | --------------------- |
| –    |        | II. Katalin címzetes császár nem volt császárné | Valois Károly (Valois-ház, Capeting-ház)   | 1303. április 15. előtt                         | 1313. július 30. Fontainebleau eljegyzés Férje iure uxois császári címet kap felesége mellett. | 1313. július 30. Fontainebleau eljegyzés Férje iure uxois császári címet kap felesége mellett. | 1332. december 26. Katalin férje halála után továbbra is viseli a címzetes császárnői címet a haláláig. | 1346. október           | II. (Tarantói) Fülöp  |
| –    |        | Bourbon Mária címzetes császárné                | I. Lajos, Bourbon hercege (Bourbon-ház)    | 1318 körül                                      | 1347. szeptember 9.                                                                            | 1347. szeptember 9.                                                                            | 1364. szeptember 10. férje halála                                                                       | 1387                    | II. (Tarantói) Róbert |
| –    |        | Anjou Mária címzetes császárné                  | Anjou Károly, Calabria hercege (Anjou-ház) | 1328. november 10. után/1328. december 6. előtt | 1355. április                                                                                  | 1364. szeptember 10. férje trónra lépte                                                        | 1366. május 20.                                                                                         | 1366. május 20.         | III. (Tarantói) Fülöp |
| –    |        | Anjou Erzsébet címzetes császárné               | István herceg (Anjou-ház)                  | 1352                                            | 1370. október 20.                                                                              | 1370. október 20.                                                                              | 1373. november 25.                                                                                      | 1380., április 6. előtt | III. (Tarantói) Fülöp |
| –    |        | Durazzói Ágnes címzetes császárné               | I. Károly durazzói herceg (Anjou-ház)      | 1345                                            | 1382. szeptember 16.                                                                           | 1382. szeptember 16.                                                                           | 1383. július 7. férje halála                                                                            | 1383                    | I. (Baux-i) Jakab     |
| Képe | Címere | Neve                                            | Apja                                       | Születése                                       | Házassága                                                                                      | Császári hitvessé válása (koronázása)                                                          | Császári hitvesi státus vége                                                                            | Halála                  | Házastársa            |